# Kasachische Meisterschaften im Biathlon 2009
Die Kasachischen Meisterschaften im Biathlon 2009 fanden am 26. und 27. Januar 2009 im Sportkomplex Tabagan im Rajon Talgar in der Region Almaty statt. Es wurden ein Sprint und ein Verfolgungsrennen ausgetragen. Der Bewerb war als Qualifikation für die Biathlon-Weltmeisterschaften 2009 in Pyeongchang angesetzt.

## Männer

### Sprint
| Platz | Starter                | Region und Organisation | Zeit | Schießfehler |
| ----- | ---------------------- | ----------------------- | ---- | ------------ |
| 1     | Jan Sawizki            | Westkasachstan          |      |              |
| 2     | Alexander Tscherwjakow | Aqmola                  |      |              |
| 3     | Sergei Naumik          | Westkasachstan          |      |              |

Datum: 26. Januar 2009 im Rajon Talgar

### Verfolgung
| Platz | Starter                | Region und Organisation | Zeit | Schießfehler |
| ----- | ---------------------- | ----------------------- | ---- | ------------ |
| 1     | Jan Sawizki            | Westkasachstan          |      |              |
| 2     | Alexander Tscherwjakow | Aqmola                  |      |              |
| 3     | Sergei Naumik          | Westkasachstan          |      |              |

Datum: 27. Januar 2009 im Rajon Talgar

## Frauen

### Sprint
| Platz | Starter               | Region und Organisation | Zeit | Schießfehler |
| ----- | --------------------- | ----------------------- | ---- | ------------ |
| 1     | Wiktorija Afanassjewa | Westkasachstan          |      |              |
| 2     | Irina Moschewitina    | Westkasachstan          |      |              |
| 3     | Anna Lebedewa         | Aqmola                  |      |              |

Datum: 26. Januar 2009 im Rajon Talgar

### Verfolgung
| Platz | Starter               | Region und Organisation | Zeit | Schießfehler |
| ----- | --------------------- | ----------------------- | ---- | ------------ |
| 1     | Anna Lebedewa         | Aqmola                  |      |              |
| 2     | Irina Moschewitina    | Westkasachstan          |      |              |
| 3     | Wiktorija Afanassjewa | Westkasachstan          |      |              |

Datum: 27. Januar 2009 im Rajon Talgar